# 호암 과학상
호암 과학상(湖巖 科學賞)은 호암재단이 주관하는 상인 호암상의 시상 부문 가운데 하나이다. 기초과학 분야에서 탁월한 연구 업적을 이룩한 대한민국 국민 또는 한국계 외국인에게 수여된다. 1991년에 호암 과학기술상(湖巖 科學技術賞)이라는 이름으로 수여되었으며 1994년에는 호암 공학상이 호암 과학상에서 분리되어 신설되었다. 1991년에 열린 첫 시상식 당시부터는 단일 부문에서 1명에게 수여되었으나 2021년부터는 기초과학 육성을 위한 이재용 삼성전자 부회장의 제안에 따라 물리·수학 부문, 화학·생명과학 부문으로 나누어 1명씩 시상하고 있다.

## 역대 수상자

### 단일 부문 (1991년~2020년)
- 1991년: 한국전자통신연구소
- 1992년: 김진의
- 1993년: 김충기
- 1994년: 김성호
- 1995년: 이서구
- 1996년: 이원용
- 1997년: 유혁
- 1998년: 피터 김
- 1999년: 황보명환
- 2000년: 송필순
- 2001년: 임의철
- 2002년: 노만규
- 2003년: 박홍근
- 2004년: 신희섭
- 2005년: 김영기
- 2006년: 김기문
- 2007년: 정상욱
- 2008년: 김필립
- 2009년: 황준묵
- 2010년: 유룡
- 2011년: 하택집
- 2012년: 김민형
- 2013년: 황윤성
- 2014년: 남홍길
- 2015년: 천진우
- 2016년: 김명식
- 2017년: 최수경
- 2018년: 오희
- 2019년: 마빈 천
- 2020년: 김수봉

### 물리·수학 부문 (2021년~현재)
- 2021년: 허준이
- 2022년: 오용근
- 2023년: 임지순
- 2024년: 남세우
- 2025년: 신석우

### 화학·생명과학 부문 (2021년~현재)
- 2021년: 강봉균
- 2022년: 장석복
- 2023년: 최경신
- 2024년: 혜란 다윈
- 2025년: 정종경